# Escafandre estratonàutic

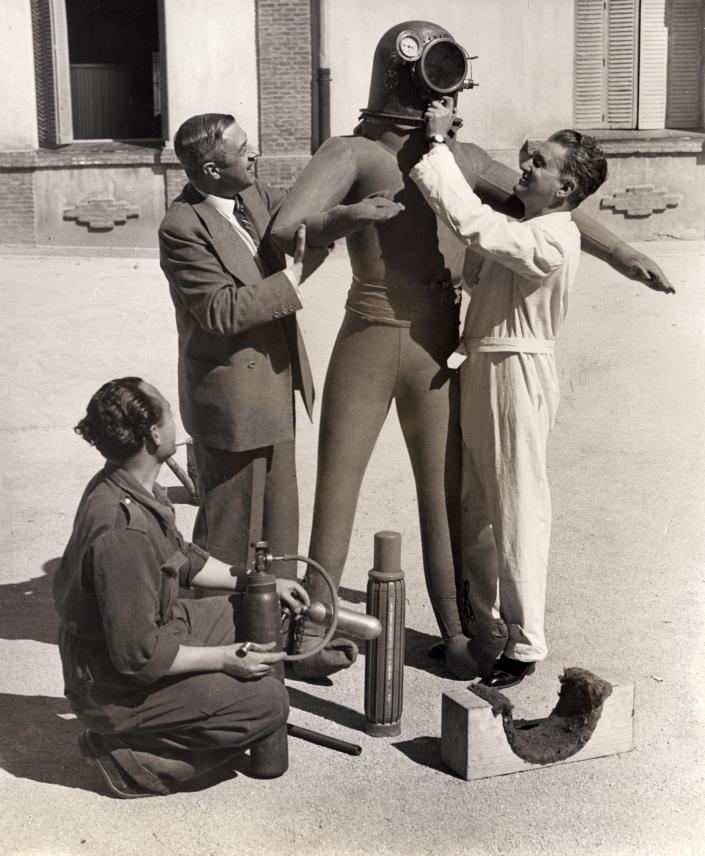
Escafandre estratonàutic, c.1935

L'escafandre estratonàutic fou un vestit pressuritzat dissenyat pel coronel Emilio Herrera Linares el 1935 que havia de ser utilitzat durant un vol estratosfèric mitjançant un globus aerostàtic de barqueta oberta programat per a l'any següent del seu disseny. Se'l considera un dels antecedents del vestit espacial.
Finalment i a causa de l'esclat de la Guerra Civil Espanyola, el vol mai va lloc. Herrera, que va militar en el bàndol republicà, va fugir a França el 1939, on va morir a l'exili el 1967. El vestit, fet de seda vulcanitzada, va ser tallat i usat per fer impermeables per les tropes. S'hauria tractat del primer vestit totalment pressuritzat funcional de la història, encara que mai va arribar a ser usat en condicions reals.
El vestit tenia en el seu interior una funda hermètica (provada en el bany del pis d'Herrera a Sevilla) recoberta d'una carcassa metàl·lica articulada amb plecs similars als d'un acordió. Tenia parts articulades per a les espatlles, el maluc, els colzes, els genolls i els dits. La mobilitat del vestit va ser provada a l'estació experimental de Cuatro Vientos, i segons Herrera era "satisfactòria". El vestit era alimentat amb oxigen pur. Herrera va dissenyar un micròfon especial sense carboni per a ser usat a l'interior del vestit i evitar qualsevol possibilitat d'ignició espontània. La pantalla del casc usava tres capes de vidre: una irrompible, una altra amb un filtre ultraviolat i l'exterior opaca a l'infraroig. Les tres capes tenien un tractament antibaf.
Herrera afegí un escalfador elèctric en el vestit, però durant les proves en una cambra que simulava grans altures va resultar que el vestit s'escalfava fins als 33 °C mentre que la temperatura de l'atmosfera al seu voltant baixava a -79 °C. Herrera s'adonà que el problema en un vestit pressuritzat situat en un entorn de gairebé buit era en realitat eliminar la calor sobrant produïda pel cos humà.